# Frank Fellows

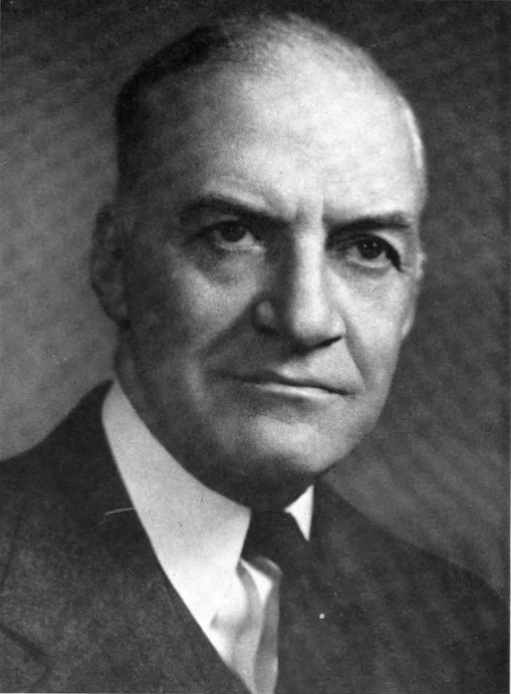
Frank Fellows

Frank Fellows (* 7. November 1889 in Bucksport, Hancock County, Maine; † 27. August 1951 in Bangor, Maine) war ein US-amerikanischer Politiker. Zwischen 1941 und 1951 vertrat er den Bundesstaat Maine im US-Repräsentantenhaus.

## Werdegang
Frank Fellows besuchte die öffentlichen Schulen seiner Heimat und das East Maine Conference Seminary. Danach studierte er an der University of Maine unter anderem Jura. Nach seiner im Jahr 1911 erfolgten Zulassung als Rechtsanwalt begann er in Portland in seinem neuen Beruf zu arbeiten. Später verlegte er seinen Wohnsitz mitsamt der Anwaltskanzlei nach Bangor.
Zwischen 1917 und 1920 war er Verwaltungsangestellter des für Maine zuständigen Bundesgerichts. Politisch war Fellows Mitglied der Republikanischen Partei. 1940 wurde er als deren Kandidat im dritten Wahlbezirk von Maine in das US-Repräsentantenhaus in Washington, D.C. gewählt. Dort trat er am 3. Januar 1941 die Nachfolge von Ralph Owen Brewster an, der in den US-Senat wechselte.
Nach fünf Wiederwahlen konnte Fellows bis zu seinem Tod am 27. August 1951 im Kongress verbleiben. In diese Zeit fiel der Zweite Weltkrieg. Fellows war zeitweise Vorsitzender des Unterausschusses, der sich mit Einwanderungsfragen befasste. Er setzte sich erfolgreich für ein Gesetz zur Aufnahme von 200.000 europäischen Kriegsflüchtlingen in den Vereinigten Staaten ein. Im Jahr 1951 wurde der 22. Verfassungszusatz ratifiziert, der die Regierungszeit des Präsidenten auf zwei Amtszeiten beschränkte. Frank Fellows starb nach einer Erkrankung am 27. August 1951 und wurde in seinem Geburtsort Bucksport beigesetzt. Sein Abgeordnetenmandat fiel nach einer Nachwahl an Clifford McIntire.
Sein Bruder Raymond Fellows war Maine Attorney General und Vorsitzender Richter am Maine Superior Court.